# Moberly
Moberly – miasto w Stanach Zjednoczonych, w stanie Missouri, w hrabstwie Randolph.